# Amblypsilopus infumatus
Amblypsilopus infumatus är en tvåvingeart som först beskrevs av Aldrich 1901.  Amblypsilopus infumatus ingår i släktet Amblypsilopus och familjen styltflugor.
Artens utbredningsområde är Arizona. Inga underarter finns listade i Catalogue of Life.